# Deoranian
Deoraniān är en ort i Indien.   Den ligger i distriktet Bareilly och delstaten Uttar Pradesh, i den norra delen av landet, 220 km öster om huvudstaden New Delhi. Deoraniān ligger 189 meter över havet och antalet invånare är 19 788.
Terrängen runt Deoraniān är mycket platt. Runt Deoraniān är det tätbefolkat, med 591 invånare per kvadratkilometer. Närmaste större samhälle är Baheri, 16,1 km norr om Deoraniān. Trakten runt Deoraniān består till största delen av jordbruksmark.